# Sarcosphaera coronaria
Sarcosphaera coronaria (Jacq.) J. Schröt., 1893 è una specie di fungo appartenente alla famiglia Pezizaceae.

Si riconosce abbastanza facilmente per via della sua forma a coppa e per via del margine dentellato che ricorda una corona.
A volte si presenta di colore completamente bianco da giovane. In primavera può capitare che ne cresca un numero enorme di esemplari, anche migliaia, in certi habitat particolarmente congeniali.

## Etimologia
- Dal latino coronarius = a forma di corona, per via del margine rotto che ricorda tale forma.
- Binomio obsoleto: dal latino crassus = sporco, per via dell'aspetto.

## Descrizione della specie
Corpo fruttifero
Di medio-grandi dimensioni, 3–15 cm di diametro.

In principio è completamente immerso nel terreno, di forma globosa che si lacera alla sommità divenendo, fuori dal terreno, una "coppa" il margine "rotto" in modo più o meno irregolare con lembi triangolari che formano una sorta di corona.

Internamente è di colore lilla, per poi diventare rosa-bruno; la superficie esterna è di color bianco sporco, vira al giallo, è ruvida e ricoperta di sporcizia. Gambo assente o rudimentale.
Carne
Biancastra.
Sottile (il massimo spessore è di 3 mm), cerosa e fragile.
- Odore: spermatico.
- Sapore: subnullo, non significativo.[4][5]

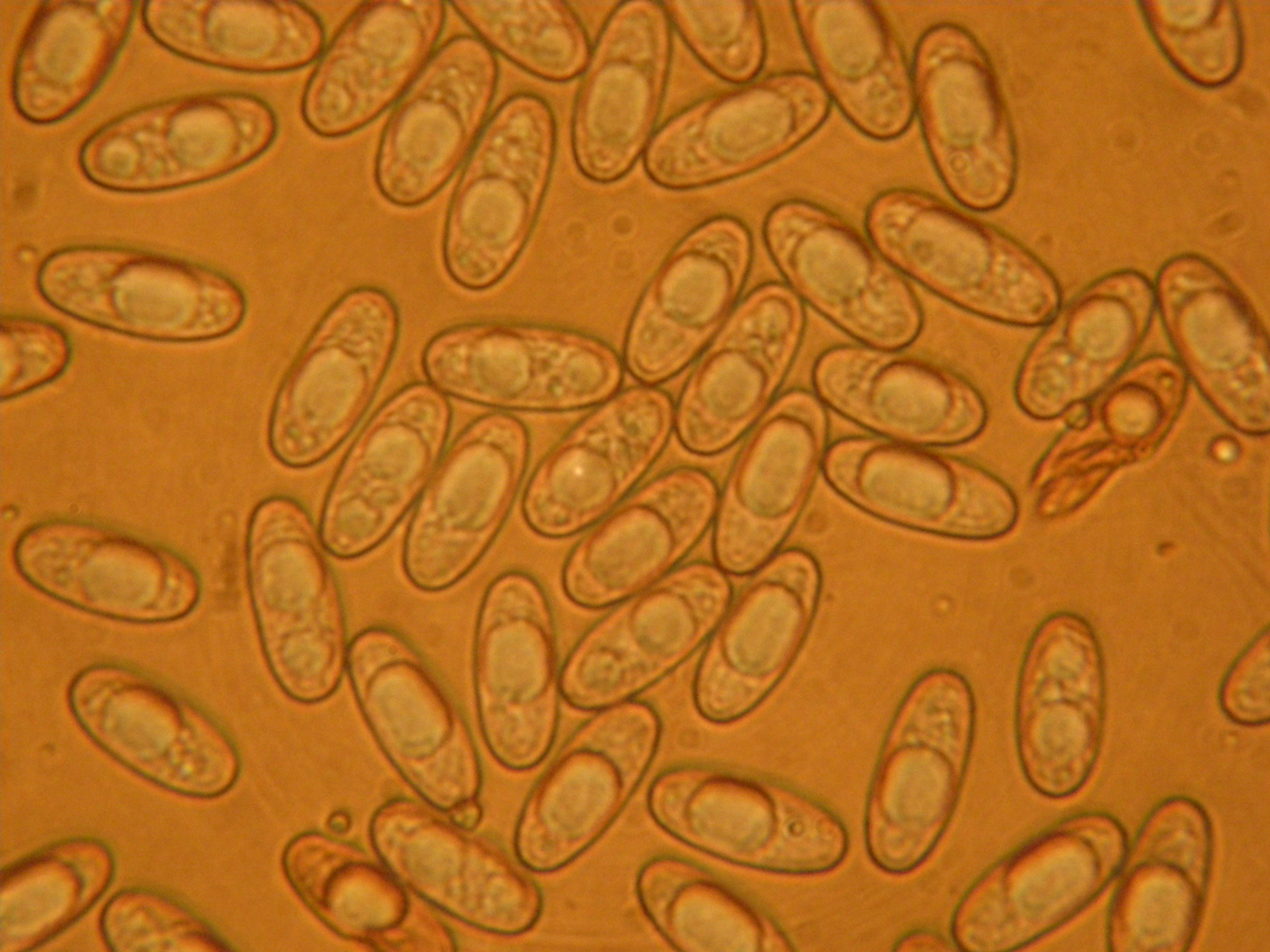
Spore di S. coronaria

Sporebianche in massa, ellissoidali, 14-22 x 7-9 µm, guttulate (1-3 gocce), lisce o leggermente ruvide e con la parete sottile.
Aschioctosporici, 300-360 x 10-13 µm, presentano una punteggiatura blu con il reagente di Melzer.

## Distribuzione e habitat
Cresce spesso in gruppi di 5-6 individui in primavera nei boschi di latifoglia oppure di aghifoglia, per lo più su terreno umido. Cresce saprofita o in associazione micorrizica con le conifere. Il fungo è diffuso nel nord-ovest e nel nord-est del Nord America e in Europa.

## Commestibilità
Vivamente sconsigliato! Probabile mortale per accumulo.
S. coronaria è stata per anni considerata un buon commestibile, purché ben cotto, ma allo stato attuale, come per altri funghi, se ne sconsiglia vivamente il consumo, poiché sembra aver provocato avvelenamenti molto gravi, anche con esito mortale.

## Sinonimi e binomi obsoleti
- Peziza coronaria Jacq., Misc. Austriaca Bot.: 140 (1778)
- Peziza macrocalyx sensu auct. brit.; fide Cannon, Hawksworth & Sherwood-Pike (1985)
- Pustularia coronaria (Jacq.) Rehm
- Sarcosphaera coronaria (Jacquin ex Cooke)
- Sarcosphaera eximia ( Durieu & Lév. ) Maire, (1917)
- Sepultaria coronaria (Jacq.) Massee

## Specie simili
Trattasi di specie molto pericolosa in quanto facilmente confondibile con specie eduli (con riserva) del genere Peziza, qualche volta anche con specie dei generi Helvella e Gyromitra. Confondibile anche con Geopora sumneriana.